# Yoshitarō Nomura
Yoshitarō Nomura (野村 芳太郎; Asakusa, 23 aprile 1919 – Shinjuku, 8 aprile 2005) è stato un regista giapponese.
Figlio del regista Hotei Nomura, esordisce nella regia con il film Jinanbo del 1953, dopo aver lavorato, appena due anni prima, nel film L'idiota nel ruolo di assistente di Akira Kurosawa.
Viene tuttora considerato uno dei principali artefici della nascita del genere thriller nel cinema giapponese .

## Filmografia

### Aiuto regista
- L'idiota (1951)
- Angels Dream Too (天使も夢を見る?, Tenshi mo Yume o miru) (1951)
- (相惚れトコトン同志?, Aihareru Tokoton Dōshi) (1952)
- (こんな私じゃなかったに?, Konna Watashi ja Nakatta ni) (1952)
- Tomorrow is Payday (明日は月給日?, Ashita ha Gekkyūbi) (1952)
- (学生社長?, Gakusei Shachō) (1953)

### Regista

#### Anni '50
- Pigeon (1952)
- (春はキャメラに乗って?, Haru wa Camera ni Notte) (1952)
- (次男坊?, Jinanbō) (1953)
- (愚弟賢兄?, Gutei Kenkei) (1953)
- (きんぴら先生とお嬢さん?, Kinra Sensei to Ojōsan) (1953)
- (鞍馬天狗 青面夜叉?, Kurama Tengu Ao Men Yasha) (1953)
- (青春三羽烏?, Seishun Sanbagarasu) (1953)
- Izu no Odoriko (1954)
- (慶安水滸伝?, Keian Mizuden) (1954)
- (青春ロマンスシート 青空に坐す?, Seishun Romance Seat Aozora ni Zasu) (1954)
- (びっくり五十三次?, Bikkuri Gojūsantsugi) (1954)
- (大学は出たけれど?, Daigaku wa Deta Keredo) (1955)
- (続おとこ大学 新婚教室?, Zoku wo Toko Daigaku Shinkon Kyōshitsu) (1955)
- (亡命記?, Bōmeiki) (1955)
- (東京←→香港 蜜月旅行?, Tōkyō←→Honkon Mitsugetsu Ryokō) (1955)
- (花嫁はどこにいる?, Hanayome wa Doko ni Iru) (1955)
- (太陽は日々に新たなり?, Taiyō wa Hibi ni Arata Nari) (1955)
- (ここは静かなり?, Koko wa Shizuka Nari) (1956)
- (角帽三羽烏?, Kakubō Sanbagarasu) (1956)
- (旅がらす伊太郎?, Tabi Garasu Itarō) (1956)
- (次男坊故郷へ行く?, Jinanbō Kokyō e Iku) (1956)
- (花嫁募集中?, Hanayome Boshū Chū) (1956)
- (踊る摩天楼?, Odoru Matenrō) (1956)
- (伴淳・森繁の糞尿譚?, Ban Atsushi. Morishige no Funnyōtan) (1957)
- (花嫁のおのろけ?, Hanayome no o-Noroke) (1958)
- (張込み?, Stakeout, Harikomi) (1958)
- (月給13,000円?, Gekkyū 13,000 En) (1958)
- (モダン道中 その恋待ったなし?, Modern Dōchū Sono Koi Matta Nashi) (1958)
- (どんと行こうぜ?, Donto Ikōze) (1959)

#### Anni '60
- (黄色いさくらんぼ?, Kiiroi Sakuranbo) (1960)
- (銀座のお兄ちゃん挑戦す?, Ginza no o-Niichan Chōsensu) (1960)
- (鑑賞用男性?, Kanshō Yō Dansei) (1960)
- (最後の切札?, Saigo no Kirifuda) (1960)
- (背徳のメス?, Haitoku no Mesu) (1961)
- Zero Focus (ゼロの焦点?, Zero no Shōten) (1961)
- (恋の画集?, Koi no Gashū) (1961)
- (春の山脈?, Haruno Sanmyaku) (1962)
- (左ききの狙撃者 東京湾?, Hidarikiki no Sogekisha Tōkyōwan) (1962)
- (あの橋の畔で?, Ano Hashi no Hotori de) (1962)
- (あの橋の畔で 第２部?, Ano Hashi no Hotori de 2) (1962)
- (あの橋の畔で 第３部?, Ano Hashi no Hotori de 3) (1963)
- (拝啓天皇陛下様?, Haikei Tennōheika-sama) (1963)
- (あの橋の畔で 完結篇?, Ano Hashi no Hotoride Kanketsu Hen) (1963)
- The Scarlet Camellia (五辧の椿?, Go no Tsubaki) (1964)
- (続・拝啓天皇陛下様?, Zoku. Haikei Tennōheika Sama) (1964)
- (拝啓総理大臣様?, Haikei Sōri Daijin Sama) (1964)
- (素敵な今晩わ?, Suteki na Konban wa) (1965)
- (おはなはん?, Ohanahan) (1966)
- (おはなはん 第二部?, Ohanahan 2) (1966)
- (望郷と掟?, Bōkyō to Okite) (1966)
- (暖流?, Danryū) (1966)
- (命果てる日まで?, Inochi Hateru Hi made) (1966)
- Family of Women (女たちの庭?, Onna Tachi no Niwa) (1967)
- (あゝ君が愛?, Aa! Kimi ga Ai) (1967)
- (女の一生?, Onna no Isshō) (1967)
- (男なら振りむくな?, Otoko nara Furi Mukuna) (1967)
- (白昼堂々?, Hakuchū Dōdō) (1968)
- ([コント５５号と水前寺清子の]神様の恋人?, [Konto 55-gō to Suizenji Kiyoko no] Kamisama no Koibito) (1968)
- (夜明けの二人?, Yoake no Futari) (1968)
- (でっかいでっかい野郎?, Dekkai Dekkai Yarō) (1969)
- (ひばり・橋の花と喧嘩?, Hibari. Hashi no Hana) (1969)
- (コント５５号と水前寺清子のワン・ツウー・パンチ 三百六十五歩のマーチ?, Konto 55-gō to Suizenji Kiyoko no Wan.. Panchi Sanhyakurokujūgo-ho no Māchi) (1969)
- (チンチン５５号ぶっ飛ばせ！出発進行?, Chinchin 55-gō Buttobase! Shuppatsu Shinkō) (1969)

#### Anni '70
- (なにがなんでも為五郎?, Nani ga Nan demo Tamegorō) (1970)
- The Shadow Within (影の車?, Kage no Kuruma) (1970)
- (三度笠だよ人生は?, Sandogasa Da Yo Jinsei wa) (1970)
- (こちら５５号応答せよ！危機百発?, Kochira 55-gō Ōtō Seyo! Kiki Hyaku Hatsu) (1970)
- (コント５５号と水前寺清子の大勝負?, Konto 55-gō to Suizenji Kiyoko no Dai Shōbu) (1970)
- (コント５５号とミーコの絶体絶命?, Konto 55-gō to Miiko no Zettaizetsumei) (1971)
- (やるぞみておれ為五郎?, Yaruzomite Ore Tamegorō) (1971)
- (花も実もある為五郎?, Hana mo Mi mo Aru Tamegorō) (1971)
- (初笑いびっくり武士道?, Hatsu Warai Bikkuri Bushi Michi) (1972)
- (ダメおやじ?, Dame Oyaji) (1973)
- (しなの川?, Shina no Kawa) (1973)
- Castle of Sand (1974)
- (東京ド真ン中?, Tōkyō Domannaka) (1974)
- (昭和枯れすすき?, Shōwa Karesusuki) (1975)
- Village of the Eight Tombs (八つ墓村?, Yattsu Haka Mura) (1977)
- The Incident (1978)
- The Demon (1978)
- The Three Undelivered Letters (配達されない三通の手紙?, Haitatsusarenai Santsū no Tegami) (1979) based on a novel by Ellery Queen

#### Anni '80
- Bad Sorts (わるいやつら?, Warui Yatsura) (1980)
- Writhing Tongue (震える舌?, Furueru Shita) (1980)
- (真夜中の招待状?, Mayonaka no Shōtaijō) (1981)
- Giwaku (1982)
- (迷走地図?, Meisō Chizu) (1983)
- (ねずみ小僧怪盗伝?, Nezumi Kozō Kaitō Den) (1984)
- (危険な女たち?, Kikenna Onna-tachi) (1985)